# Unión de Rusia y Bielorrusia
El Estado de la Unión, conocido también como Unión de Rusia y Bielorrusia, es una entidad supranacional entre Rusia y Bielorrusia, ratificada el 8 de diciembre de 1999 durante los gobiernos de Borís Yeltsin y Aleksandr Lukashenko. El Estado de la Unión tiene como objetivo la unificación de ambos países y, como tal, en su forma final planificada se estructuraría de manera similar a una confederación, con una integración política, económica y militar real. A diferencia de la Comunidad de Estados Independientes, del que ambos forman parte y surgida tras la Unión Soviética en 1992, con un valor no tan integral. Sin embargo, tras el abandono del debilitado Yeltsin y tras la llegada al poder en el año 2000 de Vladímir Putin en Rusia, el tratado original sigue incompleto. En 2019, según los gobiernos de Rusia y Bielorrusia, para crear el llamado Estado de la Unión aún «no se dan las condiciones». Durante las dos últimas décadas se han dado pasos en la integración, como el reconocimiento mutuo de los visados, la desaparición de la itinerancia entre ambos países en telefonía o los importantes descuentos en el coste de la energía de Rusia a Bielorrusia por formar parte de la unión.
Aunque solo estaba formado inicialmente por Rusia y Bielorrusia, está abierto a la unión de otros países. Ambos países son aliados y forman parte de la Organización del Tratado de Seguridad Colectiva (OTSC). El Estado de la Unión se basa en un tratado internacional anterior entre Rusia y Bielorrusia firmado el 2 de abril de 1997. Este a su vez tiene como antecedente la firma y creación un año antes, el 2 de abril de 1996, de la Comunidad de Bielorrusia y Rusia. Desde el 26 de enero de 2000 el tratado entró en vigor y el nombre oficial es el Estado de la Unión.
La unión supranacional se rige a través del Consejo Supremo de Estado y otros órganos de gobierno. El actual presidente del Consejo Supremo de Estado de la Unión es Aleksandr Lukashenko, que ocupa el cargo desde 2000. Los objetivos actuales principalmente llegar a acuerdos comunes respecto a la integración económica. Otras áreas y temas, como la integración política, están en suspenso debido a la situación política en los estados miembros. En conversaciones celebradas en Moscú, los estados miembros acordaron que continuaría la integración aunque hay algunos problemas que deben resolverse. Se acordaron 26-27 hojas de ruta de integración a nivel de gobierno. Las conversaciones identificaron el mayor problema que afecta a los estados miembros como problemas relacionados con los impuestos aunque en el área de defensa e inteligencia.

## Historia
El proyecto político de unión entre Rusia y Bielorrusia nace tras la disolución de la Unión Soviética en 1991 y la separación de las repúblicas socialistas en hasta una quincena de nuevos países. En 1992 se creó la Comunidad de Estados Independientes (CEI), una organización supranacional de países que habían formado parte de la URSS que, a pesar de ser la estructura supranacional o confederal heredera de la Unión Soviética, no pretende tener poder político.
En las elecciones presidenciales de 1994 en Bielorrusia, las primeras tras la independencia, ganó Aleksandr Lukashenko que, a diferencia del primer presidente post-soviético, se mostró partidario de volver a dar prioridad a tener relaciones exteriores sobre todo con Rusia en contraposición a mantener un equilibrio entre esta y el resto de occidente. Su programa electoral prometía medidas económicas de corte socialista y la vuelta a una mayor integración con Rusia, concretados en acuerdos como el Estado de la Unión de Rusia y Bielorrusia (1997) y la Comunidad Económica Eurasiática (2000).
La senda de la integración comenzó con la firma del Tratado de Amistad, Buena Vecindad y Cooperación entre ambos Estados en febrero de 1995. Este primer paso pronto fue superado por la firma de un nuevo tratado que por primera vez establecía unos órganos comunes: el tratado para la formación de una comunidad entre la Federación Rusa y la República de Bielorrusia el 2 de abril de 1996.
En el diciembre de 1995, cuando los partidos de izquierda, en general comunistas y agrarios, obtuvieron en la Duma Estatal más de 40 por ciento de los escaños, el 14 de marzo de 1996 el Consejo de la Duma Estatal incluyó en la agenda de la sesión plenaria el proyecto de decreto «Sobre la intensificación de la integración de los pueblos, que se agruparon en la Unión de RSS (República Socialista Soviética), y de cancelación de la resolución del Consejo Supremo de RSFSR del 12 de diciembre de 1991 sobre la denuncia del Tratado sobre la formación de la URSS» preparado por la fracción KPRF (Partido Comunista), por el Grupo de Agrarios y por el Grupo «Poder popular». Al día siguiente la Duma Estatal aprobó dicho decreto y también el decreto «Sobre la fuerza jurídica para la Federación de Rusia – Rusia de los resultados del referéndum de la Unión Soviética del 17 de marzo de 1991 sobre la cuestión de mantenimiento de la Unión de RSS». Estas decisiones no tenían las consecuencias políticas tangibles, pero favorecieron al desarrollo de los procesos de integración entre Rusia y Bielorrusia. El 2 de abril de 1996 los dos estados llegaron al acuerdo de formar la Comunidad de Rusia y Bielorrusia. 

Conforme con el Tratado de la formación de la Comunidad de Bielorrusia y Rusia tomaron la decisión de crear la sociedad políticamente y económicamente integrada a fin de unir el potencial material e intelectual de dos países, además se preveía la creación del órgano representativo. 
El 29 de abril de 1996, en San Petersburgo los dirigentes de los parlamentos de dos países firmaron el acuerdo sobre la Asamblea Parlamentaria. 
El 2 de abril de 1997, en Moscú los presidentes de Bielorrusia y de Rusia firmaron el Tratado de la Unión de Bielorrusia y Rusia, desde aquel entonces el 2 de abril se celebra como el día de la unidad de los pueblos de Bielorrusia y de Rusia. El 23 de mayo se firmó la Carta de la Unión de Bielorrusia y Rusia. Conforme con la Carta de la Unión de Bielorrusia y Rusia, en el año 1997 fueron creados el Consejo Supremo y el Comité ejecutivo de la Unión de Bielorrusia y Rusia. La Asamblea Parlamentaria de la Comunidad se convirtió en la Asamblea Parlamentaria de la Unión de Bielorrusia y Rusia.
Entre los años 1997 y 1998, tiene lugar la formación de los órganos ejecutivos de la Unión, del presupuesto común, se lleva a cabo la elaboración y aplicación de los primeros programas conjuntos, se formaron los Comités Fronterizo y Aduanero, Comité de Seguridad. 
En enero de 1998, fue firmado el Tratado de la conjunta Organización de Radiotelevisión de la Unión de Bielorrusia y Rusia. El 25 de diciembre, los presidentes firmaron la Declaración sobre la continua unidad de Bielorrusia y Rusia, el Tratado de igualdad de los derechos de los ciudadanos y asimismo el Acuerdo de la creación de las condiciones iguales para los sujetos de economía.
En 1999, la entonces República Federal de Yugoslavia se unió a la organización en calidad de miembro observador. El 8 de diciembre en Moscú se celebró la firma del Tratado de la creación del Estado de la Unión y fue aprobado el Programa de la Acción de la República de Bielorrusia y de la Federación de Rusia para aplicar las disposiciones del Tratado de la creación del Estado de la Unión. Yeltsin, ante los temores de revivir la guerra fría declaró: «el Estado aliado no está dirigido contra nadie, ni siquiera contra Clinton». Lukashenko dijo que el pacto no será ejecutivo hasta «al menos cinco o incluso diez años».
El 26 de enero de 2000, los parlamentos de los dos países ratificaron el Tratado y éste entró en vigor.

## Estructura del Estado

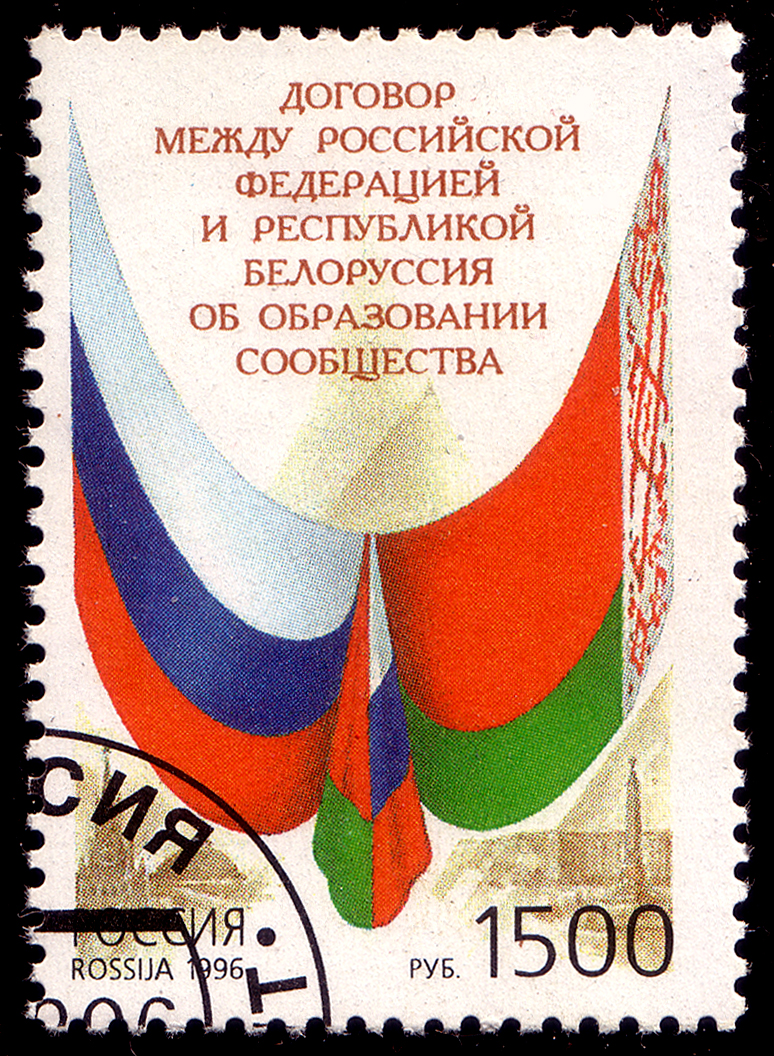
Sello de Rusia de 1996 en honor al tratado entre la Federación de Rusia y la República de Bielorrusia sobre el establecimiento de la Unión el 2 de abril del mismo año.

Conforme con el Tratado de la creación del Estado de la Unión se han creado y están funcionando el Consejo Supremo Estatal, Consejo de Ministros y el Comité Permanente del Estado de la Unión. Las funciones del Parlamento del Estado de la Unión desempeña la Asamblea Parlamentaria de la Unión de Bielorrusia y Rusia.
En los marcos del Estado de la Unión se han creado y están funcionando los Comités Fronterizo y Aduanero, Comisión del Estado de la Unión sobre hidrometeorología y supervisión de la contaminación del medio ambiente, Comisión para regulación arancelaria y no arancelaria ante el Consejo de Ministros del Estado de la Unión, la Organización de Radiotelevisión del Estado de la Unión. Estos órganos se componen de los órganos representativos republicanos y federales de la gestión estatal de Bielorrusia y Rusia y de vez en cuando se reúnen en las sesiones para examinar y tratar las cuestiones de las ramas correspondientes. 
En otras esferas el trabajo se efectúa a través de los colegios conjuntos de los ministerios e instituciones de Bielorrusia y Rusia con las cuestiones planteadas en las sesiones del Consejo de Ministros y el Consejo Supremo Estatal del Estado de la Unión.
El órgano supremo del Estado de la Unión es el Consejo Supremo Estatal. En las sesiones del Consejo Supremo Estatal del Estado de la Unión participan el Presidente del Consejo de Ministros, los Presidentes de Cámaras del Parlamento y el Presidente del Tribunal del Estado de la Unión.

## La moneda común
Aleksandr Lukashenko por primera vez anunció las perspectivas de la introducción de la moneda única el 1 de enero de 2004, pero los planes fueron suspendidos para el próximo año. Sin embargo, la moneda común no apareció ni en el año 2005, ni en el 2006. El 2 de febrero de 2006 en la rueda de prensa en Minsk el director del Banco Nacional de la República de Bielorrusia, Petr Prokopovich, declaró que la moneda se introduciría en el año 2007, lo que tampoco pasó. 
Se supone, que el rublo ruso será la moneda única. La causa principal de las demoras es desacuerdos importantes de dos países acerca de los detalles de la supuesta reforma monetaria. Bielorrusia insiste en pagarle la indemnización considerable por el rechazo de su moneda nacional, rublo bielorruso, y en reservar el derecho de la emisión de los rublos por Minsk. La parte rusa rechaza esas propuestas, y como resultado Bielorrusia no acepta el rublo ruso. 
Lukashenko indicó en 2019 que debería ser el rublo, pero no el ruso ni el bielorruso, sino uno de nuevo cuño. La razón principal tras el retraso en su introducción son las discrepancias en cuanto a la transición a la nueva moneda. Bielorrusia insiste en que le indemnicen por el rechazo a su actual moneda nacional y quiere tener derecho a emitir la nueva.

## Perspectivas

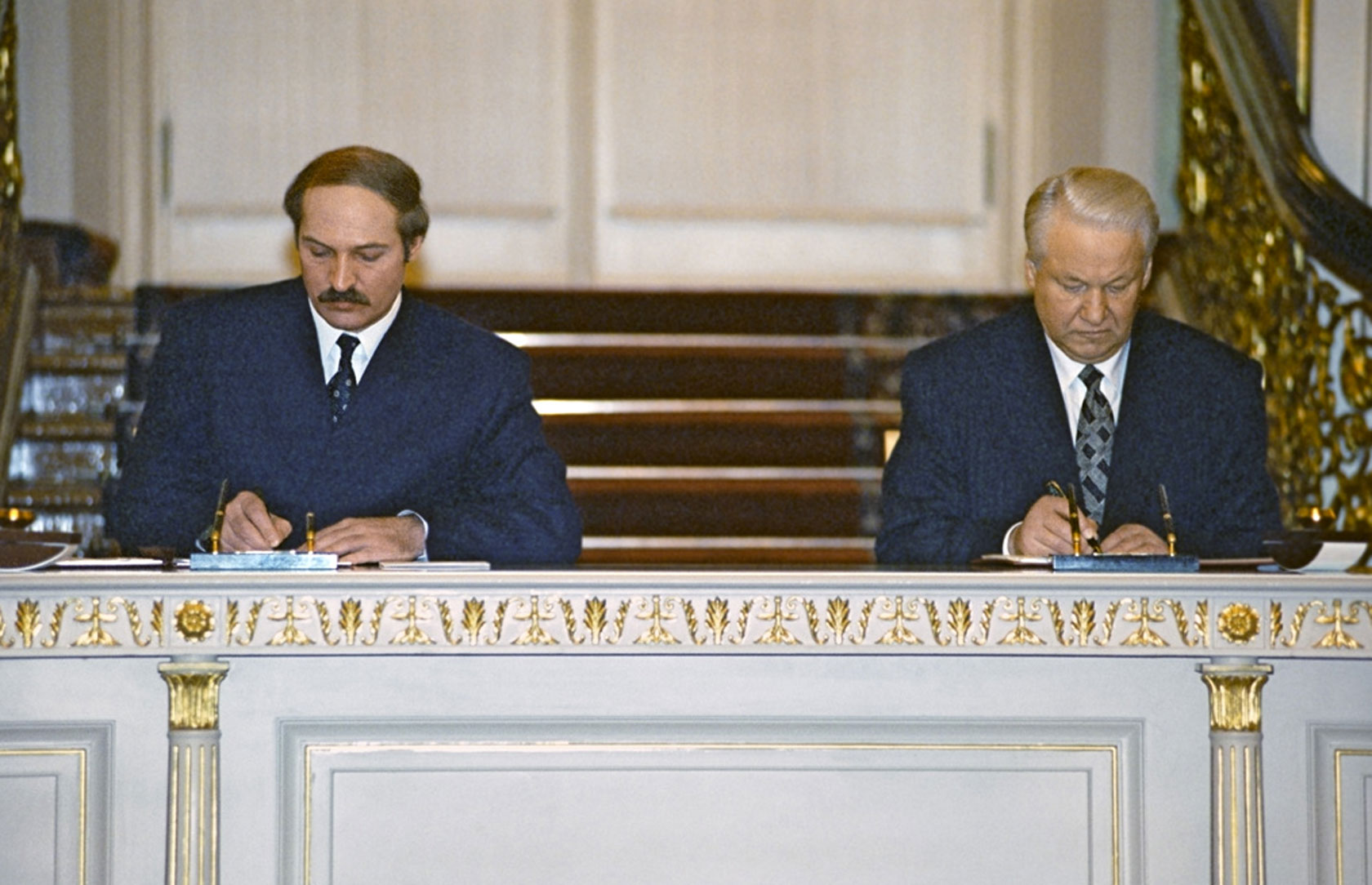
El 2 de abril de 1997, en Moscú los presidentes de Bielorrusia y de Rusia firmaron el Tratado de la Unión de Bielorrusia y Rusia, desde aquel entonces el 2 de abril se celebra como el día de la unidad de los pueblos de Bielorrusia y de Rusia.

En la Unión se prevé la unificación de la legislación, parlamento conjunto, Gabinete y otros órganos del poder supremo, los símbolos (escudo, bandera, himno), la moneda, etc. Actualmente los símbolos – escudo, bandera e himno – no se han elaborado. 
La idea de crear una Unión pertenecía al presidente de Bielorrusia, Aleksandr Lukashenko, quien incluso podía contar con opciones para alcanzar la presidencia de la confederación ante un debilitado Yeltsin. Pero con la llegada al poder de Putin todo cambió. A finales de 2006, a la luz del aumento notable por Rusia de los precios de gas para Bielorrusia, el presidente Lukashenko se mostró decepcionado. En enero de 2007 declaró: «Nos están pidiendo que formemos parte de Rusia… no quiero enterrar la soberanía e independencia de mi Bielorrusia».
Sin embargo en los años 2007 y 2008 el proceso de la integración se intensificó. Los presidentes de Bielorrusia y Rusia examinaron posibles leyes o actas constitucionales, delegación de los poderes de la Unión y creación de los órganos supranacionales de la Unión y además la elección del presidente de la Unión, quien según la propuestas de miembros de la Duma, debería ser Putin. Desde el mayo de 2008 hasta el julio de 2012, Putin encabezó el Consejo de Ministros del Estado de la Unión.  
No obstante, por discrepancias económicas y políticas el proceso de la integración de dos países no va bien. Además, la actitud hacia la unión con Bielorrusia cambió para peor por los nuevos sentimientos nacionalistas tras la caída de la Unión Soviética. En ese periodo, la encuesta del instituto sociológico de las investigaciones estratégicas de Bielorrusia en Minsk mostraba en 2016 la importancia de la independencia para los bielorrusos: mientras en 2009, un cómodo 42% apoyaba una unión con Rusia, a finales de 2014, en cambio, se declaraba en contra hasta un 54% de los encuestados, solo 20,4% estaban a favor de la integración y 24,7% se abstuvo. El obstáculo principal para Bielorrusia es la preocupación de los bielorrusos de perder su independencia.  
En el año 2010 por las complicaciones significativas en la relaciones entre la Federación de Rusia y de República de Bielorrusia, las discrepancias entre los dirigentes de los países, la integración casi se paró. 
En el año 2011 el proyecto «se moría» por las diferencias estratégicas en los intereses de dos países. Sin embargo, el mejoramiento notable de las relaciones entre dos países en 2011 poco a poco devuelve la idea de la Unión a su anterior nivel. Pero existe la opinión, que Bielorrusia está interesada en el proyecto solo por su difícil situación económica.
En 2020 durante la crisis de gobierno de Lukashenko, se anunciaron nuevas reuniones para continuar y mejorar la integración entre Rusia y Bielorrusia.
El 26 de enero de 2021, el primer ministro de Bielorrusia, Roman Golovchenko, realizó una visita de trabajo a Moscú. Los jefes de gobierno de los dos países discutieron cuestiones relacionadas con la lucha contra la infección por coronavirus y también intercambiaron puntos de vista sobre áreas de actualidad de la cooperación comercial y económica ruso-bielorrusa.
Los países mantienen contactos activos entre las cancillerías, se lleva a cabo un diálogo constante a través de los ministerios y departamentos pertinentes.

## Fuerza militar conjunta
En 2022 se creó una agrupación militar conjunta entre Rusia y Bielorrusia para defender sus fronteras.